# مهدی فلاحت‌پور
مهدی فلاحت‌پور (۱۳۴۳–۲۹ اردیبهشت ۱۳۷۱، دره بقاع غربی، لبنان) خبرنگار و تصویربردار ایرانی و برنده دیپلم افتخار و جایزه بهترین فیلمبرداری برای مجموعه فیلم روایت فتح در سال ۱۳۷۱ است.

## زندگی‌نامه
وی در سال ۱۳۴۳ در کرج به دنیا آمد. وی در رشته تصویربرداری دانشگاه هنر پذیرفته شد. وی همچنین در دوران جنگ ایران و عراق فیلمبردار لشکر ۲۷ محمدرسول الله بود. وی در سال ۱۳۶۶ وارد گروه تلویزیونی جهاد سازندگی شد.

## آثار
- روایت فتح
- سه نسل آواره
- با من سخن بگو دو کوهه
- دسته ایمان
- عکاسان جنگ
- گنجینه سبز
- سراب[۳]

## جوایز
وی برنده دیپلم افتخار و جایزه بهترین فیلمبرداری برای مجموعه فیلم روایت فتح در سال ۱۳۷۱ است.

### آشنایی با آوینی
فلاحت پور در سال ۱۳۶۵ در اولین دورهٔ آموزشی برنامهٔ «روایت فتح»، در درس «بیان تصویری» مرتضی آوینی شرکت کرد.

## درگذشت
وی برای فیلمبرداری مجموعهٔ مستند تلویزیونی «سه نسل آواره» به لبنان رفته بود. در جریان تهاجم هواپیماهای اسرائیلی در ۲۹ اردیبهشت ۱۳۷۱ در دره بقاع غربی کشته شد. وی در شهر کوهسار (چندار) حوالی کرج دفن شده است.

## واکنش‌ها به درگذشت وی
به دنبال درگذشت وی مرتضی آوینی مقاله‌ای تحت عنوان مرگ مردانه در مجله سوره نوشت.
در دانشگاه هنر تالاری فلاحت پور ساخته شده است.